# Sorsaveden saaristo
Sorsaveden saaristo este o arie protejată (arie specială de conservare — SAC, sit de importanță comunitară — SCI, arie de protecție specială avifaunistică — SPA) din Finlanda întinsă pe o suprafață de 5.179 ha, integral pe uscat.

## Localizare
Centrul sitului Sorsaveden saaristo este situat la coordonatele 62°28′38″N 27°32′10″E / 62.4772°N 27.5361°E.

## Înființare
Situl Sorsaveden saaristo a fost declarat sit de importanță comunitară în august 1998 pentru a proteja 1 specie de plante și 19 specii de animale. Alte tipuri de protecție:
- arie de protecție specială avifaunistică (în august 1998)[2]
- arie specială de conservare (în aprilie 2015)[1][3][4]

## Biodiversitate
Situată în ecoregiunea boreală, aria protejată conține 9 habitate naturale: Lacuri și iazuri distrofice naturale, Mlaștini turboase de tranziție și turbării mișcătoare, Mlaștini alcaline, Pante stâncoase silicioase cu vegetație casmofită, Roci stâncoase cu vegetație pionieră de Sedo-Scleranthion sau Sedo albi-Veronicion dillenii, Taiga vestică, Păduri fino-scandinave bogate în ierburi cu Picea abies, Păduri caducifoliate de mlaștină fino-scandinave, Mlaștini împădurite.
La baza desemnării sitului se află mai multe specii protejate:
- plante (1): Cinna latifolia
- păsări (18): minunița (Aegolius funereus), cocoșul de mesteacăn (Bonasa bonasia), lebădă de iarnă (Cygnus cygnus), ciocănitoare neagră (Dryocopus martius), șoim de iarnă (Falco columbarius), șoimul rândunelelor (Falco subbuteo), vânturel roșu (Falco tinnunculus), muscar (Ficedula parva), cufundar polar (Gavia arctica), cocor (Grus grus), Larus fuscus fuscus, viespar (Pernis apivorus), pitulice verzuie (Phylloscopus trochiloides), ciocănitoare de munte (Picoides tridactylus), ciocănitoare verzuie (Picus canus), chiră de baltă (Sterna hirundo), huhurezul mic (Strix uralensis),  cocoș de munte (Tetrao urogallus)
- mamifere (1): vidră de râu (Lutra lutra)

Pe lângă speciile protejate, pe teritoriul sitului au mai fost identificate 5 specii de plante, 1 specie de păsări.